# イナズマイレブン オリオンの刻印
『イナズマイレブン オリオンの刻印』（イナズマイレブン オリオンのこくいん）は、オー・エル・エム制作による日本のテレビアニメ。2018年10月5日から2019年9月27日までテレビ東京系列で放送された。『イナズマイレブン アレスの天秤』の続編で、「イナズマイレブンシリーズ」のテレビアニメとしては6作目となる。
キャッチコピーは「世界を驚かす覚悟はできたか。イナズマジャパン、ここに始動。」。

## 概要
2018年8月26日に行われた『イナズマイレブンフェス2018+日本代表発表会』にて発表された、『イナズマイレブン アレスの天秤』の続編。この作品をもって、『イナズマイレブン』から10年続いた「イナズマイレブンシリーズ」のアニメは終了した。なお放送終了後、アニメーションプロデューサーの河北学もTEAM INOUEと統合に伴い、TEAM KAWAKITAは本作を最後に解散し一旦離れたが、それから約半年後の2020年4月に放送を開始した『トミカ絆合体 アースグランナー』の製作担当に移動となっている。
かつて放送された『イナズマイレブン』に登場していたメンバーや前作『アレスの天秤』から登場した人物、本作からの新キャラクター・一星充を加え、チーム『イナズマジャパン』を結成して、世界に点在しているサッカーチームに対して挑むもの。
各国の代表チームのメンバーは、旧作と様変わりしており、基本的に海外代表メンバーは入れ替えている。理由として総監督で原案・シリーズ構成の日野晃博は、「そうしないと新しい気持ちで観られず、過去のリバイバルものみたいになってしまうと思ったのです」と述べている。また、一部の代表チーム名が無いチームも存在する。
前作に引き続き、アイキャッチはAパートのみで、オープニングコールと提供読みと次回予告の締め台詞である「これが超次元サッカーだ！」が廃止されている。アイキャッチのアニメーションは第21話まではイナズマジャパンの選手が週替わりで登場しているもので、第22話以降より明日人、灰崎、野坂、一星の4人で固定されている。テレビシリーズ恒例の今日の格言は本作にも存在する。

## あらすじ
フットボールフロンティアの決勝戦から1ヶ月後。日本代表選手発表イベントである『「世界への門」フェスティバル』にて少年サッカー日本代表選手「イナズマジャパン」のメンバーが発表された。
その中には、フットボールフロンティアの優勝校である雷門中の稲森明日人、灰崎凌兵、ともに優勝を争った王帝月ノ宮中の野坂悠馬らの名前もあった。各校から選出された選手が集結するなか、さらにロシアのクラブチームでプレイ経験のある新たな仲間・一星充が招集され、イナズマジャパンは世界の荒波へと船出しようとしていた。
しかし、その先では予想をはるかに超える試練が待っていた。謎のプレイヤー「オリオンの使徒」の存在。策略、裏切り、衝突。いったいこの大会は、誰のためのものなのか。様々な思惑が渦巻く少年サッカー世界大会「フットボールフロンティア・インターナショナル」が、今まさに始まる。

## 登場人物
- 稲森明日人 - 村瀬歩[1]
- 灰崎凌兵 - 神谷浩史[1]
- 野坂悠馬 - 福山潤[1]
- 一星充 / 一星光 - 大町知広[1]
- 円堂守 - 竹内順子[1]
- 豪炎寺修也 - 野島裕史[1]
- 鬼道有人 - 吉野裕行[1]
- 吉良ヒロト - 増田俊樹[1]
- 剛陣鉄之助 - 武内駿輔[1]
- 氷浦貴利名 - 斉藤壮馬[1]
- 基山タツヤ - 水島大宙[1]
- 不動明王 - 梶裕貴[1]
- 風丸一郎太 - 西墻由香[1]
- 万作雄一郎 - 櫻井孝宏[1]
- 吹雪士郎 - 宮野真守[1]
- 坂野上昇 - 高橋李依[1]
- 岩戸高志 - 三宅健太[1]
- 西蔭政也 - 鈴村健一[1]
- 砂木沼治 - 疋田高志[1]
- 趙金雲 - 中村悠一[1]

## 用語
フットボールフロンティア・インターナショナル (FFI)
少年サッカーの世界大会。前シリーズの地区予選大会はトーナメント方式となっていたが、本作ではリーグ戦と変わっており、試合に4勝したチームが本戦へ進出できる。ただし、グループ内で2チームの勝率が同一となった場合、進出をかけた決勝戦が行われる。
本戦は4チームによるリーグ戦となっており、各グループを通過した上位2チームが決勝トーナメントへ進出できる。
なお、アジア予選は日本で開催され、本戦はロシア連邦・タタールスタン共和国の首都カザニで開催される。
また、女子選手の出場も可能となっている。
オリオンの使徒
「オリオン財団」から各代表チームに送られたサッカープレイヤー。身体の部位にオリオン座の刻印が刻まれており、血流が良くなるとうっすら見えてくる隠し刻印となっている。イナズマジャパンの進出を阻止することが目的で、試合内外で様々な策略を図る。
パーフェクトワールド
「オリオン財団」がFFIの裏で推進している計画。ビジネスの一環となったサッカーの試合を人為的にコントロールし、世界経済を管理する。趙金雲によれば、パーフェクトワールドが実行されれば世界経済に莫大な利益が出るが、その反面、サッカーに限らずスポーツ界全体が光を失ってしまうという。
国家友好親善大使
他国で2年以上プレー経験があるサッカープレイヤーが持つ肩書。FFIの規則で期間内にスターティングメンバーとして試合出場させることが義務付けられている。日本では一星がそれに該当するが、他国に関しては該当する選手が明らかになっていない。

## スタッフ
- 総監督／原案・シリーズ構成 - 日野晃博[1]
- 原作 - レベルファイブ[1]
- 連載 - 月刊コロコロコミック[1]
- キャラクターデザイン原案 - 長野拓造[1]
- アートコンセプト - 荒川政子[1]
- 必殺技絵コンテ - 三村健人
- キャラクターデザイン - 池田裕治、中野繭子、井ノ上ユウ子[1]
- メインアニメーター - 田中修司
- 美術監督 - 守安靖尚
- 美術設定 - 守安靖尚、藤井祐太（第1、4話）
- 色彩設計 - 坂本いづみ
- 撮影監督 - 柚木脇達己
- CGIディレクター - 永井有
- 編集 - 渡辺直樹
- 音楽 - 光田康典[1]
- 音響監督 - 三好慶一郎、原口昇[1]
- スーパーバイザー - 川崎由紀夫、梶原清文、縄田正樹、沢辺伸政、和田誠、古市直彦
- アニメーションプロデューサー - 河北学
- プロデューサー - 紅谷佳和、李尚鎭（第1 - 26話）→柿崎真吾（第27話 - ）
- チーフディレクター - かまくらゆみ[1]
- アニメーション制作 - オー・エル・エム[1]
- 製作 - テレビ東京、電通、OLM

## 主題歌
「舞台はデッカイほうがいい！」
pugcat'sによる第2話から第21話まで使用されたオープニングテーマ。作詞は高木真司、作曲・編曲は菊谷知樹による。第1話では挿入歌として使用。
「地球をキック！」
pugcat'sによる第22話から第48話まで使用されたオープニングテーマ。作詞は高木真司、作曲・編曲は菊谷知樹による。第49話では挿入歌として使用。
「彗星ガールズ」
alomによる第1話から第21話まで使用されたエンディングテーマ。作詞・作曲はつんく、編曲は菊谷知樹による。映像は人狼ゲームを題材にしている。
「サマーゾンビ」
alomによる第22話から第36話まで使用されたエンディングテーマ。作詞・作曲はつんく、編曲は菊谷知樹による。映像はロシアの戯曲『森は生きている』を題材にしている。
「明日へのBye Bye」
浦島坂田船による第37話から第49話まで使用されたエンディングテーマ。作詞・作曲はつんく、編曲は佐々木裕による。
「てっぺんへダッシュ！」
pugcat'sによる第49話で使用された挿入歌。作詞は高木真司、作曲・編曲は菊谷知樹による。第14話、第18話ではインストゥルメンタル版が挿入歌として使用された。前作『イナズマイレブン アレスの天秤』のオープニングテーマでもある。

## 各話リスト
各話サブタイトルおよび提供クレジットは、稲森明日人役の村瀬歩が読み上げる。第22話よりサブタイトル画面が変更された。
| 話数   | サブタイトル                   | 脚本       | 絵コンテ              | 演出         | 作画監督                                                                                | 総作画監督                     | 放送日         |
| ------ | ------------------------------ | ---------- | --------------------- | ------------ | --------------------------------------------------------------------------------------- | ------------------------------ | -------------- |
| 第1話  | 世界への門                     | 日野晃博   | かまくらゆみ          | 飛田剛       | 渡部由紀子 横山隆 湯川純                                                                | 中野繭子                       | 2018年 10月5日 |
| 第2話  | 失われた最終兵器               | 日野晃博   | 榎本明広              | 佐藤和磨     | 添田直子 谷口繁則 あべみゆき                                                            | 井ノ上ユウ子                   | 10月12日       |
| 第3話  | 刻印を持つ者                   | 加藤陽一   | 清水聡                | 山口頼房     | 加藤壮 早乙女啓 服部憲知                                                                | 池田裕治                       | 10月19日       |
| 第4話  | 笑う一星                       | 大知慶一郎 | 宮崎なぎさ            | 近藤一英     | 石動仁 小宮山由美子 白石悟 Lee Sang Jin                                                 | 中野繭子                       | 10月26日       |
| 第5話  | トロイの木馬                   | 日野晃博   | 島崎奈々子            | 島崎奈々子   | 横山隆 徳田夢之介 谷口繁則 服部憲知 湯川純 奥野浩之                                     | 井ノ上ユウ子                   | 11月2日        |
| 第6話  | 鬼道の反撃                     | 加藤陽一   | 榎本明広              | イムガヒ     | 元廣和恵 井戸田茜 早乙女啓                                                              | 池田裕治                       | 11月9日        |
| 第7話  | 仕組まれた罠                   | 大知慶一郎 | 岩崎知子              | 和田卓也     | 和田卓也                                                                                | 中野繭子                       | 11月16日       |
| 第8話  | イナズマジャパン最大の危機     | 日野晃博   | 宮崎なぎさ            | 村田尚樹     | はっとりますみ 志条ユキマサ 菊池一真 石丸史典 繁田享 横山隆 木下勇喜 北沢典子           | 井ノ上ユウ子                   | 11月30日       |
| 第9話  | 皇帝の帰還                     | 日野晃博   | 高橋賢                | 吉本毅       | 森知鶴 早乙女啓 関本美穂 角谷知美 武田和久 服部憲知 はっとりますみ                      | 池田裕治                       | 12月14日       |
| 第10話 | 皇帝の逆襲                     | 日野晃博   | 榎本明広              | 関谷真実子   | 加藤壮                                                                                  | 中野繭子                       | 12月21日       |
| 第11話 | 皇帝のシナリオ                 | 大知慶一郎 | 宮崎なぎさ            | 山口頼房     | 池津寿恵 金田栄二 寿門堂                                                                | 井ノ上ユウ子                   | 12月28日       |
| 第12話 | 一星、最後の選択               | 加藤陽一   | 大宙征基              | 島崎奈々子   | 横山隆 森田実 井戸田あかね 谷口繁則 角谷知美 石丸史典 廣岡歳仁 武田和久 関本美穂        | 池田裕治                       | 2019年 1月11日 |
| 第13話 | ジャパン、新たな輝き           | 根元歳三   | 岩崎知子              | 嵯峨敏       | 元廣和恵 木下ゆうき 柳孝相                                                              | 中野繭子                       | 1月18日        |
| 第14話 | キラキラ☆サッカーボーイ        | 加藤陽一   | 宮崎なぎさ            | 吉本毅       | 湯川純                                                                                  | -                              | 1月25日        |
| 第15話 | 趙金雲の弟子                   | 日野晃博   | 榎本明広              | 佐藤和磨     | 石動仁 小宮山由美子 白石悟 Shin Min seop                                                | 井ノ上ユウ子                   | 2月1日         |
| 第16話 | 俺はチームの中に               | 加藤陽一   | 宮崎なぎさ            | 和田卓也     | 和田卓也 横山隆 森田実 服部憲知 関本美穂 加藤壮                                         | 池田裕治                       | 2月8日         |
| 第17話 | 驚愕のトリプルキーパー         | 大知慶一郎 | 岩崎知子 島崎奈々子   | 村田尚樹     | 齋藤香 はっとりますみ                                                                   | 中野繭子                       | 2月15日        |
| 第18話 | 剛陣、フィールドに立つ         | 根元歳三   | 島崎奈々子 近藤一英   | 山口頼房     | 金田栄二 Jung Chul gyo                                                                  | 井ノ上ユウ子                   | 2月22日        |
| 第19話 | 目指せ、大舞台！               | 根元歳三   | 大原実                | 島崎奈々子   | 加藤壮 横山隆                                                                           | 池田裕治                       | 3月1日         |
| 第20話 | 新たなる旅立ちの宴             | 大知慶一郎 | 清水聡                | 吉本毅       | 早乙女啓 森田実 Lee Sang jin 渡部由紀子                                                 | 中野繭子                       | 3月8日         |
| 第21話 | 大海への想いを馳せて           | 日野晃博   | 榎本明広              | 関谷真実子   | 森知鶴 湯川純 元廣和恵                                                                  | 井ノ上ユウ子                   | 3月15日        |
| 第22話 | ビバ！世界上空！               | 日野晃博   | 宮崎なぎさ            | 平向智子     | 石動仁 小宮山由美子 白石悟 Shin Min seop Lee Sang jin 森田実 湯川純 関本美穂            | 井ノ上ユウ子                   | 3月22日        |
| 第23話 | 世界の壁                       | 日野晃博   | 吉本毅                | 吉本毅       | 湯川純                                                                                  | -                              | 3月29日        |
| 第24話 | ロシアを歩こう                 | 加藤陽一   | 岩崎知子              | 和田卓也     | 和田卓也                                                                                | 池田裕治                       | 4月5日         |
| 第25話 | 立ちはだかる巨神               | 大知慶一郎 | 島崎奈々子 榎本明広   | 島崎奈々子   | 加藤壮 Lee Sang jin Shin Min Seop 酒井強至 [ 注 8 ]                                     | 中野繭子                       | 4月12日        |
| 第26話 | ジェネラルの煌き               | 根元歳三   | 清水聡                | 嵯峨敏       | 齋藤香 横山隆 武田和久 鳥井隼人 [ 注 8 ]                                                | 井ノ上ユウ子                   | 4月19日        |
| 第27話 | 明日人！勝利に向かって走れ！   | 日野晃博   | 宮崎なぎさ            | 山口頼房     | 金田栄二 はっとりますみ 酒井強至 [ 注 8 ]                                               | 池田裕治                       | 4月26日        |
| 第28話 | 一之瀬、クーデターに沈む       | 加藤陽一   | 島崎奈々子 榎本明広   | 栗井重紀     | 南伸一郎 西川真人 飯飼一幸 服部憲知 はっとりますみ 鳥井隼人 [ 注 8 ]                    | 中野繭子                       | 5月3日         |
| 第29話 | アフロディ降臨                 | 大知慶一郎 | 岩崎知子              | 吉本毅       | 早乙女啓 森田実 松坂定俊 Lee Sang jin Shin Min seop 酒井強至 [ 注 8 ] 鳥井隼人 [ 注 8 ] | 井ノ上ユウ子                   | 5月10日        |
| 第30話 | 神の目                         | 根元歳三   | 富田浩章              | 島崎奈々子   | 湯川純 森知鶴 元廣和恵 鳥井隼人 [ 注 8 ]                                                | 井ノ上ユウ子                   | 5月17日        |
| 第31話 | GGG線上のアリア                | 赤尾でこ   | 宮崎なぎさ            | 奥村よしあき | 石動仁 小宮山由美子 白石悟 Lee Sang Jin 窪敏 [ 注 8 ]                                   | 池田裕治                       | 5月24日        |
| 第32話 | 甦れ！ フェニックス            | 大知慶一郎 | 大原実                | 関谷真実子   | 加藤壮 柴田篤史                                                                         | 武内啓                         | 5月31日        |
| 第33話 | 消えた明日人                   | 日野晃博   | 榎本明広              | 神谷望夢     | サクシット・プロミー 鳥井隼人 [ 注 8 ]                                                  | 井ノ上ユウ子                   | 6月7日         |
| 第34話 | 衝撃の追加メンバー             | 加藤陽一   | 藤原良二              | 関谷真実子   | 窪敏 早乙女啓 関本美穂 小川円 吉田しのぶ 千葉啓太郎 湯川純                              | 中野繭子                       | 6月14日        |
| 第35話 | 華麗なフロイ                   | 赤尾でこ   | 島崎奈々子            | 島崎奈々子   | 横山隆 柳田幸平                                                                         | 池田裕治                       | 6月21日        |
| 第36話 | 孤独なフロイ                   | 加藤陽一   | 宮崎なぎさ            | 山口頼房     | 金田栄二 小田真弓 宇津木勇 鳥井隼人 [ 注 8 ]                                            | 武内啓                         | 6月28日        |
| 第37話 | 黒いバンダナの戦士             | 大知慶一郎 | 博多正寿              | 吉本毅       | 森田実 柴田篤史 元廣和恵 窪敏 [ 注 8 ]                                                  | 井ノ上ユウ子                   | 7月5日         |
| 第38話 | オリオンの真実                 | 日野晃博   | 岩崎知子 榎本明広     | 粟井重紀     | はっとりますみ 西川真人 飯飼一幸                                                        | 池田裕治 中野繭子              | 7月12日        |
| 第39話 | アルテミスの矢                 | 赤尾でこ   | 榎本明広 宮崎なぎさ   | 三好なお     | 石動仁 小宮山由美子 白石悟 Lee Sang jin Shin Min seop                                   | 池田裕治 中野繭子              | 7月19日        |
| 第40話 | 兄と弟                         | 小林雄次   | 岩崎知子 奥村よしあき | 神谷望夢     | プロミー・サクシット 窪敏 [ 注 8 ]                                                      | 武内啓                         | 7月26日        |
| 第41話 | アツい奴らが来た               | 大知慶一郎 | 島崎奈々子            | 島崎奈々子   | 加藤壮 柳田幸平 酒井強至 [ 注 8 ]                                                       | 井ノ上ユウ子                   | 8月2日         |
| 第42話 | 小さな空の下                   | 加藤陽一   | 博多正寿              | 奥村よしあき | 湯川純 森知鶴 早乙女啓 窪敏 鳥井隼人 [ 注 8 ]                                           | 中野繭子                       | 8月9日         |
| 第43話 | あのサッカーをやろう           | 日野晃博   | 吉本毅                | 吉本毅       | 柴田篤史 元廣和恵 森田実 窪敏 [ 注 8 ]                                                  | 池田裕治                       | 8月16日        |
| 第44話 | 魔女の軍団                     | 赤尾でこ   | 榎本明広 宮崎なぎさ   | 山口頼房     | 金田栄二 小川円 野中香織 酒井強至 [ 注 8 ]                                              | 武内啓                         | 8月23日        |
| 第45話 | 毒リンゴの方程式               | 加藤陽一   | 岩崎知子 奥村よしあき | 高山智也     | 藤崎真吾 なかじまちゅうじ 鳥井隼人 [ 注 8 ]                                             | 井ノ上ユウ子                   | 8月30日        |
| 第46話 | 吠えろ！ ラストリゾート        | 大知慶一郎 | 島崎奈々子            | 島崎奈々子   | 横山隆 本田隆 窪敏 早乙女啓                                                             | 中野繭子                       | 9月6日         |
| 第47話 | 最終決戦の日 それは始まった    | 小林雄次   | 宮崎なぎさ 榎本明広   | 三好なお     | 石動仁 小宮山由美子 白石悟 Lee Sang jin 酒井強至 [ 注 8 ] 鳥井隼人 [ 注 8 ]             | 池田裕治                       | 9月13日        |
| 第48話 | 世界よ その手をつなげ          | 日野晃博   | 岩崎知子              | 吉本毅       | 加藤壮 柳田幸平 本田隆 鳥井隼人 [ 注 8 ]                                                | 武内啓                         | 9月20日        |
| 第49話 | フィールドの向こうに明日が来る | 日野晃博   | かまくらゆみ          | かまくらゆみ | 森知鶴 湯川純 元廣和恵 加藤壮 横山隆 柳田幸平 早乙女啓 武内啓 酒井強至 [ 注 8 ]         | 池田裕治 中野繭子 井ノ上ユウ子 | 9月27日        |

## 放送局
| 放送期間 | 放送時間           | 放送局             | 対象地域       | 備考                      |
| --- | ------------------ | ------------------ | -------------- | ------------------------- |
| 2018年10月5日 - 2019年9月27日                                                                                        | 金曜 17:55 - 18:25 | テレビ東京         | 広域放送       | 製作局                    |
| |                    | テレビ北海道       | 北海道         |                           |
| |                    | テレビ愛知         | 愛知県         |                           |
| |                    | テレビ大阪         | 大阪府         |                           |
| |                    | テレビせとうち     | 岡山県・香川県 |                           |
| |                    | TVQ九州放送        | 福岡県         |                           |
| 2018年10月11日 - 2019年10月3日                                                                                       | 木曜 17:00 - 17:29 | BSテレ東           | 日本全域       | BS/BS4K放送               |
| 2018年11月1日 - 2019年10月10日                                                                                       | 木曜 17:30 - 18:00 | テレビ和歌山       | 和歌山県       |                           |
| 2018年11月4日 - 2019年11月10日                                                                                       | 日曜 5:20 - 5:50   | 新潟テレビ21       | 新潟県         |                           |
| 2018年11月4日 - 2019年4月7日                                                                                         | 日曜 6:00 - 6:30   | 熊本放送           | 熊本県         | [ 注 11 ]                 |
| 2018年11月11日 - 2019年4月14日                                                                                       | 日曜 5:30 - 6:00   | 仙台放送           | 宮城県         | [ 注 12 ]                 |
| |                    | テレビ静岡         | 静岡県         | [ 注 13 ]                 |
| 2018年11月18日 - 2019年11月3日                                                                                       | 日曜 5:40 - 6:10   | テレビ金沢         | 石川県         |                           |
| 2018年11月18日 - 2019年4月14日                                                                                       | 日曜 5:50 - 6:20   | 広島ホームテレビ   | 広島県         | [ 注 14 ]                 |
| 2019年1月20日 - 2020年1月5日                                                                                         | 日曜 7:30 - 8:00   | キッズステーション | 全国放送       | CS放送 / リピート放送あり |
| 2019年5月1日 - 2020年4月22日                                                                                         | 水曜 17:00 - 17:30 | 奈良テレビ         | 奈良県         |                           |
| テレビ東京系列地上波6局・BSテレ東・キッズステーションは字幕放送実施。テレビ東京系列地上波6局のみ連動データ放送対応。 |                    |                    |                |                           |

| 配信期間                       | 配信時間        | 配信サイト |
| ------------------------------ | --------------- | --- |
| 2018年10月5日 - 2019年9月27日  | 金曜 18:30 更新 | あにてれ |
| 2018年10月10日 - 2019年10月2日 | 水曜 12:00 更新 | Paravi バンダイチャンネル [ 20 ] dアニメストア [ 21 ] ひかりTV J:COMオンデマンド U-NEXT ニコニコ動画 [ 22 ] Amazonプライム・ビデオ Netflix TSUTAYA TV Rakuten TV [ 23 ] DMM動画 ビデオマーケット [ 24 ] GYAO! dTV [ 25 ] アニメ放題 |
| 2018年10月11日 - 2019年10月3日 | 木曜 12:00 更新 | ふらっと動画 HAPPY動画 |
| 2018年10月12日 - 2019年10月4日 | 金曜 12:00 更新 | Google Play |
| 2018年10月15日 - 2019年10月7日 | 月曜 12:00 更新 | YouTube （コロコロチャンネル・タカラトミーチャンネル） |
| 2019年11月7日 - 2019年12月8日  | -               | YouTube （テレビ東京公式チャンネル） |

## BD / DVD BOX
| 巻 | 発売日         | 収録話          | 規格品番   | 規格品番   | 映像特典          |
| 巻 | 発売日         | 収録話          | BD         | DVD        | 映像特典          |
| -- | -------------- | --------------- | ---------- | ---------- | ----------------- |
| 1  | 2019年8月23日  | 第1話 - 第12話  | ZMAZ-13041 | ZMSZ-23411 | ノンテロップOP/ED |
| 2  | 2019年10月25日 | 第13話 - 第23話 | ZMAZ-13402 | ZMSZ-13412 |                   |
| 3  | 2019年12月20日 | 第24話 - 第36話 | ZMAZ13403  | ZMSZ13413  | ノンテロップED    |
| 4  | 2020年2月26日  | 第37話 - 第49話 | ZMAZ13404  | ZMSZ13414  | ノンテロップOP/ED |

## CD
| 発売日         | タイトル                                                                        | 規格品番            | 規格品番    |
| 発売日         | タイトル                                                                        | CD+DVD盤/初回限定盤 | CD盤/通常盤 |
| -------------- | ------------------------------------------------------------------------------- | ------------------- | ----------- |
| 2018年12月12日 | イナズマ爆OPソングス                                                            | AVCD-55184/B        | AVCD-55185  |
| 2018年12月12日 | イナズマ爆EDソングス                                                            | AVCD-55186/B        | AVCD-55187  |
| 2019年4月24日  | 地球をキック！                                                                  | AVCD-55190/B        | AVCD-55191  |
| 2019年4月24日  | サマーゾンビ                                                                    | AVCD-55192/B        | AVCD-55193  |
| 2019年8月28日  | 明日へのBye Bye                                                                 | GNCA-0597           | GNCA-0598   |
| 2019年12月25日 | イナズマイレブン アレスの天秤/オリオンの刻印 -ORIGINAL SOUNDTRACK & MUSIC BEST- |                     | AVCD-55206  |

## Web番組
『イナズマウォーカー ○月号』のタイトルでニコニコ生放送・YouTube Liveで2018年11月9日より不定期で配信された。MCは日野晃博（レベルファイブ代表取締役社長／CEO）、もーちゃん（レベルファイブ社員）。
主題歌
「燃えてきたぜ！」
pugcat'sによるエンディングテーマ。作詞は高木真司、作曲・編曲は菊谷知樹による。
配信日
- 11月号：2018年11月9日
- 3月号：2019年3月1日

ゲスト
- 11月号：大町知広（一星充 役）

## 小説
『小説 イナズマイレブン オリオンの刻印』のタイトルで小学館ジュニア文庫より2019年3月29日から10月25日まで発売。作者は江橋よしのり、総監督／原案・シリーズ構成は日野晃博、原作はレベルファイブ。内容はテレビアニメ版のノベライズ。
- 江橋よしのり（著者）・日野晃博（総監督／原案・シリーズ構成）・レベルファイブ（原作） 『小説 イナズマイレブン オリオンの刻印』 小学館〈小学館ジュニア文庫〉、全4巻
  1. 2019年4月3日発行（2019年3月29日発売[29]）、ISBN 9784092312838
  2. 2019年7月3日発行（2019年6月28日発売[30]）、ISBN 9784092312968
  3. 2019年8月28日発行（2019年8月23日発売[31]）、ISBN 9784092313057
  4. 2019年10月30日発行（2019年10月25日発売[32]）、ISBN 9784092313132

## トレーディングカードゲーム
イレブンプレカ
タカラトミーから発売されているトレーディングカードゲーム。

## アーケードゲーム
『イナズマイレブンAC（アーケード） ドリームバトル』は、タカラトミーアーツより2018年9月27日から2019年7月17日まで稼働されたアーケードトレーディングカードゲーム。7月18日から『イナズマイレブンAC オールスターズ』としてリニューアル。2020年7月16日の第5弾をもって稼動終了。

## アプリケーション
イレブンタッチ
タカラトミーから配信された玩具連動アプリ。Android版は2018年7月6日、iOS版は7月20日にリリース。2020年5月をもってサービス終了。

## バラエティステージ
2019年4月29日によみうりランドでバラエティステージを開催し、本作のキャラクターが着ぐるみで登場した。

## コラボレーション
『妖怪ウォッチ ぷにぷに』において、2019年3月16日から3月31日までコラボイベントを開催。稲森明日人、灰崎凌兵、野坂悠馬、一星光、円堂守、吉良ヒロト、西蔭政也が登場した。
なぞともカフェにて、2021年10月23日から11月23日まで謎解きイベントが各店舗で開催された。